# Acrogonia obscurior
Acrogonia obscurior är en insektsart som först beskrevs av Fowler 1899.  Acrogonia obscurior ingår i släktet Acrogonia och familjen dvärgstritar. Inga underarter finns listade i Catalogue of Life.